# Simulium proctorae
Simulium proctorae är en tvåvingeart som beskrevs av Craig 1997. Simulium proctorae ingår i släktet Simulium och familjen knott. Inga underarter finns listade i Catalogue of Life.